# Charles Pourriol
Pour l’article homonyme, voir Ollivier Pourriol.
Charles Pourriol, né le 16 juin 1873 à Saint-Chéron et mort le 8 juin 1910 à Triel-sur-Seine, est un dessinateur humoristique et illustrateur français.

## Biographie
Charles Albert Pourriol naît en 1873 à Saint-Chéron, au château de Baville où son grand-père maternel est régisseur. Il est le fils de Joseph Pourriol, préposé aux perceptions municipales de la ville de Paris, et d'Elisa Leclerc, établis 5, rue Laroche, une ancienne voie des entrepôts de Bercy. Devenu artiste peintre, il s'engage dans l'armée en 1894, pour une durée de quatre ans.
Pourriol collabore à partir de 1904 à de nombreux périodiques illustrés tels que Qui lit rit, L'Indiscret, Le Rire, Le Bon Vivant, Le Cri de Paris, Le Petit Illustré amusant, Rions, Mon Beau Livre, Le Pêle-Mêle, Pages folles, Le Sourire, Fantasio, Le Charivari, L'Humoriste, Lectures pour tous. En 1908, il exécute le personnage de la couverture du magazine Touche à tout.
Il est l'illustrateur d'ouvrages, dont La Bataille de Claude Farrère (Fayard, 1909).
Il meurt en 1910 peu avant son 37e anniversaire, à son domicile du 14, quai de Seine à Triel-sur-Seine.